# Alojzy Eysymont
Alojzy Jakub Aleksander Eysymontt, ros. Алексей Матвеевич Эйсмонт (ur. 21 czerwca 1791 w Grodnie, zm. 1849) – Polak w służbie rosyjskiej, generał artylerii, uczestnik bitwy pod Borodino.

## Życiorys
Urodził się w Horodnicy k. Grodna jako syn Macieja Tadeusza Eysymontta (1741-1805), stolnika grodzieńskiego i Wiktorii Wołkowickiej (1758-1793), horodniczanki grodzieńskiej. Tak jak bracia Michał (1792-1812) i Ignacy (1782-1818) ukończył grodzieński Korpus Kadetów, który opuścił w 1806 r., następnie podporucznik w 4 brygadzie artylerii. Wraz ze swoim oddziałem wziął udział w niezwykle ciężkiej bitwie pod Pułtuskiem stoczonej 26 grudnia 1806 r., a następnie w niezwykle krwawej bitwie pod Iławą Pruską (7 - 8 lutego 1807 r.), 9 lutego 1811 r. awansowany do stopnia porucznika.
. 

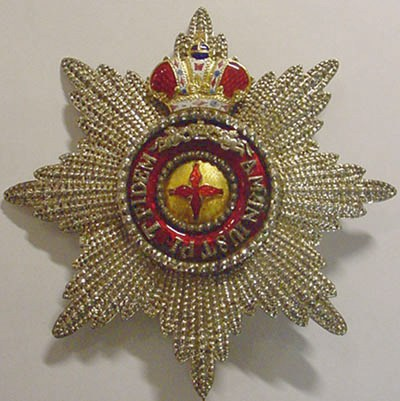
Gwiazda Orderu Świętej Anny I klasy

Za udział w Wielkiej Wojnie, od Borodino po oblężenie Paryża, odznaczony orderem św. Jerzego IV klasy 30 grudnia 1813 r., oraz Złotą Szpadą z brylantami "Za męstwo". W 1820 r. był już pułkownikiem artylerii w Korpusie Litewskim (stacjonował w Jampolu i Tulczynie - w guberni podolskiej). W 1822 r., kiedy zawitał z wizytą w Kiszyniowie, gdzie poznał Puszkina - dowodził 16 brygadą artylerii. W 1826 r., po awansie na generała majora, dowodził dywizją rozlokowaną w Tambowie, a następnie 2 Brygadą piechoty Tomskiej, stacjonującą w Bukareszcie (1831), zaś ostatnią jednostką dowodzoną przed przejściem na emeryturę była 20 dywizja piechoty w Ufie. Oprócz wymienionych odznaczeń uhonorowano go orderem św. Anny I i IV klasy, orderem św. Włodzimierza z kokardą na wstędze oraz Srebrnym Krzyżem za 1812 rok.

## Wojna 1812
Wykaz bitew, w których uczestniczył Alojzy Eysymont

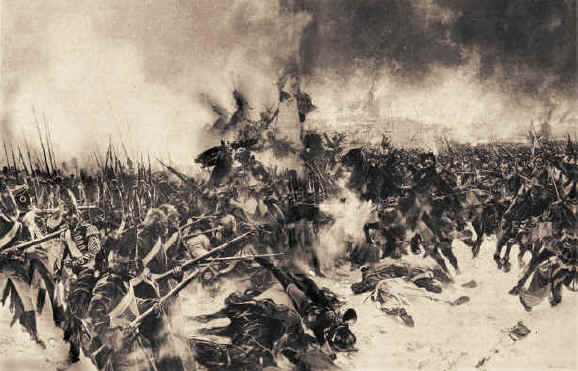
Bitwa pod Pruską Iławą według Léopolda Flamenga

- Borodino
- Krasne
- Lützen
- Budziszyn
- Drezno
- Kulm
- Lipsk
- Paryż

## Kariera oficerska
- Podporucznik artylerii - 1806
- Porucznik - 9 lutego 1811
- Kapitan - 5 grudnia 1813
- Pułkownik - 1820
- Generał major - kwiecień 1826
- Generał porucznik[2]

## Spotkanie z Puszkinem
Książę Paweł Iwanowicz Dołgorukow (1787-1845) pod datą 30 IV 1822 r. wspomina w swoim Dzienniku spotkanie pułkownika Ejsmonta z Aleksandrem Puszkinem w Kiszyniowie.
"Обедал у наместника полковник артиллерийский Эйсмонт моих лет и обвешан орденами. Рассказывают, что, будучи при князе Яшвиле, он много выиграл по службе от чрезвычайного угождения сладострастию сего начальника, который, вместо наложниц, держал адъютантов. Теперь Эйсмонт смеется над молвою, имеет хороший чин, знаки отличия и, как слышно, готовится быть зятем князю Суццо. Пушкин и он спорили за столом на счет рабства наших крестьян. Первый утверждал с горячностию, что он никогда крепостных за собою людей иметь не будет, потому что не ручается составить их благополучие, и всякого владеющего крестьянами почитает бесчестным, исключая отца своего, который хотя честен, но не имеет на этот счет одинаковых с ним правил. Эйсмонт ловил Пушкина на словах, но не мог выдержать с ним равенства в состязании. Что принадлежит до наместника, то он слушал и принимался также опровергать его, но слабо и более шутками, нежели доводами сильными и убедительными, Я не осуждаю с своей стороны таковых диспутов, соглашусь даже и в том, что многие замечания Пушкина справедливы, да и большая часть благомыслящих и просвещенных людей молча сознаются, что деспотизм мелких наших помещиков делает стыд человечеству и законам, но не одобряю привычки трактовать о таких предметах на русском языке. — Пушкин ругает правительство, помещиков, говорит остро, убедительно, а за стульями слушают и внимают соблазнительным мыслям и суждениям...»

## Ostatnie lata
Po dymisji w 1839 r. powrócił do rodowego majątku - Krasnogrudy i dzierżawił majątek Łubnie. Próbował uregulować sprawy majątkowe po ojcu i braciach (Michał, zginął pod Pskowem w 1812, Antoni, sędzia pokoju w Sejnach, zmarł w tymże 1812, Ignacy, zmarł w 1818 r., a Józef, podkomorzy grodzieński w 1820), co udało się dopiero osiągnąć po jego śmierci przez bratanka - Ryszarda Łukasza Eysymonta. 3 grudnia 1843 roku ożenił się z Reginą z Obuchowiczów (1808-1881), dziedziczką dóbr Burdykowszczyzna, córką Adama Obuchowicza, sędziego ziemskiego mozyrskiego i Anny z Wołodkiewiczów.
Ufundował w kościele Bernardynów tablicę rodzinną.

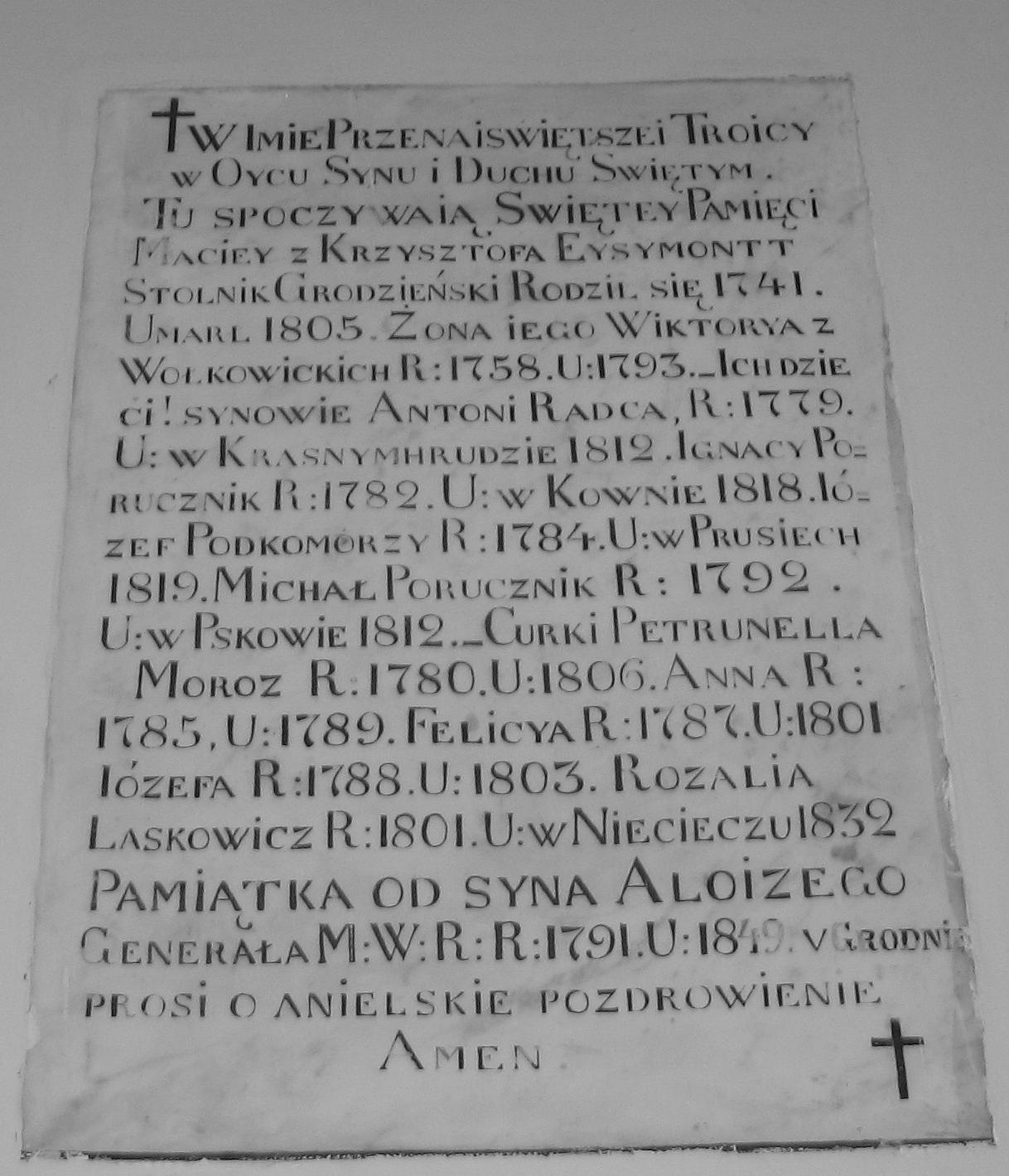
Tablica w kościele pobernardyńskim w Grodnie
poświęcona rodzinie ostatniego stolnika grodzieńskiego